# 埃賴德島
埃賴德島是蘇格蘭的島嶼，位於赫布里底海，屬於內赫布里底群島的一部分，面積1.87平方公里，最高點海拔高度169米，2001年人口僅8人。

## 外部連結
- Isle of Erraid website （页面存档备份，存于）
- Findhorn Foundation website （页面存档备份，存于）
- R. L. Stevenson’s Memories and Portraits.

56°17′N 6°21′W / 56.283°N 6.350°W